# Agnes Hsu-Tang
Agnes Hsin Mei Hsu-Tang (Taipei) es una arqueóloga e historiadora del arte estadounidense nacida en Taiwány estudió en Estados Unidos e Inglaterra.  

## Trayectoria
Agnes Hsin Mei Hsu-Tang estudió arqueología clásica y literatura inglesa en el Bryn Mawr College y tiene una maestría en estudios de Asia y Medio Oriente de la Universidad de Pensilvania. En 2003, recibió una beca predoctoral Mellon para estudiar la historia de la ciencia en el Needham Research Institute de la Universidad de Cambridge, donde realizó un análisis basado en SIG de un conjunto de mapas antiguos y publicó Una perspectiva émica sobre el arte del cartógrafo en la China Han occidental en el Journal of the Royal Asiatic Society.En 2004 recibió un doctorado en arte chino y arqueología de la Universidad de Pensilvania, su disertación se tituló Elogios pictóricos en tres tumbas Han del este.
La prensa de Taiwán, Singapur, Hong Kong, China y Francia ha informado sobre la ascendencia de su familia en dos linajes históricos de funcionarios académicos: el ministro católico imperial de la dinastía Ming , Hsu Kuang-ch'i, y el ministro de Guerra de la dinastía Qing, Chi Yun.   Su antepasado paterno, Hsu Kuang-ch'i, conocido en Occidente por su nombre de pila Paolo, fue el ministro imperial y estadista católico de la dinastía Ming de finales del siglo XVI que, junto con Matteo Ricci, participó en los primeros intercambios interculturales y traducciones de textos científicos y filosóficos en chino clásico y latín, por lo que fue beatificado por el Vaticano .  
Agnes Hsu-Tang trabaja en la protección y rescate del patrimonio cultural y ha asesorado a la UNESCO y al Comité Asesor de Bienes Culturales de Estados Unidos durante la administración Obama.Fue cofundadora de la Biblioteca Hsu-Tang de Literatura China Clásica en la Universidad de Oxford,  el Centro Tang de Estudios de la Ruta de la Seda en Berkeley, y el Centro Tang de China Temprana en la Universidad de Columbia.
El 19 de octubre de 2021, se convirtió en la primera persona de ascendencia asiática en ser elegida presidenta de la junta directiva de una de las instituciones históricas más antiguas de Estados Unidos, la Sociedad Histórica de Nueva York, fundada en 1804. Y es copresidenta del Comité de Visitas de Conservación de Objetos del Museo Metropolitano. Y una distinguida investigadora consultora en el Museo de Arqueología y Antropología de la Universidad de Pensilvania. 

### Carrera profesional
- De 2004 a 2007, enseñó arte de la Ruta de la Seda y arqueología en la Universidad Brown.[16]

- De 2007 a 2008, recibió una segunda beca Mellon como investigadora postdoctoral en Estudios Clásicos en la Universidad de Stanford.[17]  y publicó Percepciones estructuradas de paisajes reales e imaginarios en la China temprana en Geografía y Etnografía: Percepciones del mundo en sociedades premodernas, editado por el historiador suizo Kurt Raaflaub y el clasicista inglés Richard JA Talbert.[18][19]

- De 2006 a 2013, formó parte de los comités científicos de la UNESCO para los sitios del Patrimonio Mundial, durante los cuales realizó tres misiones a Uzbekistán, Turkmenistán y China occidental, y publicó un libro blanco El valor universal excepcional de los sistemas viales en los imperios antiguos: un estudio comparativo de la ruta de los oasis chinos de la Ruta de la Seda temprana y el Qhapag Ñan[20] Agnes Hsu trabajó en el desierto de Taklamakan . [21]

- De 2008 a 2015 estuvo activa en proyectos cinematográficos y fue la presentadora de la serie de arqueología Misterios de China en el canal History. [17] [22] [23] Una serie de arte chino contemporáneo para Discovery Channel Asia, en la que entrevistó a los artistas Xu Bing, Zhang Huan, Li Zhen y Chihung Yang, y la serie se estrenó durante Art Basel Hong Kong en 2014 en el Asia Society Hong Kong Center. [24]Sus otros créditos televisivos incluyen El Buda gigante en Leshan (2009)  y Xi'an: La ciudad olvidada de China (2010) en Discovery USA, Los guerreros de terracota de China en PBS (2011),  y la serie Mankind: La historia de todos nosotros en History Channel (2012).[25][26]

- En 2015, se unió a la Universidad de Columbia como investigadora adjunta superior. [27]
- En 2018, Hsu-Tang fue nombrada asesora académica distinguida en el Museo de Arqueología y Antropología de la Universidad de Pensilvania.[27]
- En octubre de 2021, Hsu-Tang se convirtió en presidenta de la junta directiva de la Sociedad Histórica de Nueva York.[28]

## Filantropía, activismo y reconocimientos
Agnes Hsu-Tang participa activamente en proyectos de justicia social, incluido el apoyo de liderazgo para las exposiciones de la Sociedad Histórica de Nueva York: 
- Chinos en Estados Unidos: Exclusión/Inclusión (2014-2015)

- Soñando juntos (2020-2021)
- Un soldado americano de la Ópera de Saint Louis, Dr. Sun Yat-sen. [29]
- M. Butterfly de la Ópera de Santa Fe.[30]

Lidera el proyecto de capital de la Sociedad Histórica de Nueva York para construir un anexo de 70.000 pies cuadrados diseñado por Robert AM Stern Architects, con un piso dedicado a esfuerzos de colaboración con el Museo Americano LGBTQ+ y aulas de última generación para la Academia Tang para la Democracia Estadounidense de N-YHS. También desarrolla y apoya el programa de Estudios de Museos de la Sociedad Histórica de Nueva York-CUNY. 
La Academia Tang para la Democracia Estadounidense, un programa que enseña democracia a estudiantes de quinto y sexto grado en las escuelas públicas de la ciudad de Nueva York, es uno de los muchos proyectos que Hsu-Tang ha apoyado en la Sociedad Histórica de Nueva York.
Desde 2014 hasta julio de 2021 Hsu-Tang fue directora general de la junta directiva de la Ópera Metropolitana  y es conocida por apoyar nuevas obras y producciones contemporáneas como Exterminating Angel, L'amour de loin y Akhanaten.   
En 2018, Hsu-Tang y su esposo Oscar Tang fueron incluidos entre las 50 familias estadounidenses más influyentes de Town and Country en los medios, el arte y la cultura.Durante la pandemia de COVID, cofundó la campaña The Yellow Whistle para combatir la violencia antiasiática y la discriminación histórica contra los estadounidenses de ascendencia asiática. La campaña distribuyó 500.000 silbatos amarillos personalizados y gratuitos, con el lema PERTENECEMOS, en manifestaciones y a través de una alianza nacional de organizaciones activistas, y ha recibido una amplia cobertura de prensa nacional para crear conciencia.    
En diciembre de 2021, Hsu-Tang y su esposo donaron 125 millones de dólares para renovaciones en el Museo Metropolitano de Arte.

### Premios
- En 2019 recibió la Medalla del Centenario del IIE por su larga labor en protección y rescate cultural.
- El 15 de marzo de 2023, Hsu-Tang recibió el Premio Mujeres Líderes del Museo Met, junto con la gobernadora de Nueva York, Kathy Hochul, la congresista Nydia Valesquez y la curadora Jasmine Wahi .
- [46] Hsu-Tang recibió el Premio de la Estatua de la Libertad de Ellis Island el 25 de mayo de 2023, en el gran salón histórico de Ellis Island, con el ejecutivo discográfico estadounidense ganador del Grammy Clive Davis y el director ejecutivo y presidente de Liberty Mutual , David H. Long.[47]